# Vlčí hora (berg)
Vlčí hora är ett berg i Tjeckien.   Det ligger i regionen Ústí nad Labem, i den nordvästra delen av landet, 80 km nordväst om huvudstaden Prag. Toppen på Vlčí hora är 890 meter över havet.
Terrängen runt Vlčí hora är huvudsakligen kuperad, men norrut är den platt.Runt Vlčí hora är det tätbefolkat, med 530 invånare per kvadratkilometer. Närmaste större samhälle är Most, 16,0 km söder om Vlčí hora. Runt Vlčí hora är det i huvudsak tätbebyggt.